# Calderara di Reno
Calderara di Reno (Caldarèra in dialetto bolognese) è un comune italiano di 13 729 abitanti della città metropolitana di Bologna in Emilia-Romagna. Dal gennaio 2012 fa parte dell'Unione dei comuni Terre d'acqua.
Il 16 dicembre 2019 a Calderara di Reno è stato concesso il titolo di Città.

## Geografia fisica
Calderara di Reno si estende in una area essenzialmente piana che costeggia il fiume Reno a Nord ovest di Bologna.
- Classificazione climatica: zona E, 2225 GR/G

## Storia
La località Sacerno, appartenente all'attuale territorio comunale, denominata un tempo Mezzomondo, è indicata come il luogo in cui si incontrarono, nel 43 a.C., Ottaviano Augusto, Marco Emilio Lepido e Marco Antonio, per stabilire la divisione dei territori appartenenti all'Impero Romano .
Nella stessa località è presente, inglobata nella chiesa di impianto settecentesco, una Rotonda costruita dai Benedettini attorno al IX secolo.
Nella località Longara, invece, si insediarono i Longobardi.
Il Comune fu fondato nel 1802, sotto il governo napoleonico, col nome di “San Vitale e Calderara”.
Il primo sindaco del neonato Comune, appartenente al Cantone di Bologna, fu Agostino Carpi. Pochi anni dopo, Longara e Sacerno furono annessi al Comune di Calderara.
A partire dalla metà del XX secolo, a causa della vicinanza con le infrastrutture del capoluogo provinciale, Calderara passò da un'economia prevalentemente agricola ad una in prevalenza industriale ed artigianale.

### Simboli
Lo stemma di Calderara di Reno fu adottato dopo la costituzione del Regno d'Italia del 1861. Vennero scelte le insegne degli antichi feudatari: la testa di cervo d'oro su fondo azzurro degli Ubaldini, importante famiglia originaria del Mugello. I loro eredi assunsero il nome di "Calderini", mantenendo nello stemma inquartato con aquile imperiali, azzurro e oro, le teste di cervo sormontate da una rosa d'oro al posto della stella a otto punte degli Ubaldini. Il capo d’Angiò, simbolo della fazione guelfa, testimonia il legame del territorio con l'antico Comune di Bologna.
Il gonfalone è un drappo partito di giallo e di azzurro.

### Onorificenze
Calderara di Reno è tra le città decorate al valor militare per la guerra di liberazione, insignita della croce di guerra al valor militare per i sacrifici delle sue popolazioni e per l'attività nella lotta partigiana durante la seconda guerra mondiale:

## Monumenti e luoghi d'interesse

### Architetture religiose
- Ex chiesa di Santa Maria di San Vitale, in località San Vitale Grande, parte del monastero benedettino del Castellazzo oramai scomparso.
- Chiesa di Santa Maria (XIX secolo)
- Chiesa di San Vitale, fuori dell'abitato, tra San Vitale Grande e Longara
- Chiesa di San Filippo Neri, nella frazione Lippo (XX secolo)
- Chiesa di San Michele Arcangelo, nella frazione Longara (XIII-XX secolo)
- Chiesa di Sant'Elena, nella frazione Sacerno (XIII secolo su resti di edifici precedenti)

### Architetture civili
- Villa Bassi, nella frazione Sacerno

### Altro
- Cippo di Sacerno

## Società

### Evoluzione demografica
Abitanti censiti

## Cultura
- Casa della Cultura Italo Calvino, centro culturale aperto nel 2018[13]

### Musei
- Sede museale del Museo archeologico ambientale[14]

### Eventi
- Anniversario della Parrocchia Santa Maria di Calderara di Reno, festa che si tiene il secondo fine settimana di settembre, durante la quale l'intero paese scende in processione al seguito dell'immagine di Santa Maria, oltre alla processione sono presenti altri eventi come: concerto musicale, lotteria, torneo calcio a 7, torneo di briscola, altre attività di svago per tutte le età. A concludere fuochi d'artificio.
- Settimana Calderarese, festa della durata appunto di una settimana durante la quale vengono organizzati vari eventi, come proiezioni di film su mega schermo o allestimento di mostre
- Fiera di Primavera
- Carnevale
- Pasqua
- Le sagre
- Mercato settimanale: Lunedì mattina

## Economia
Importantissima realtà industriale, Calderara è sede di diverse aziende, tra le quali Datalogic, Italeri, Malossi e Motori Minarelli, Vision Tech.

## Infrastrutture e trasporti
Il servizio di trasporto pubblico è assicurato dalle autocorse suburbane e interurbane svolte dalla società TPER. Il comune è inoltre servito dalle stazioni suburbane di Calderara Bargellino, anche a servizio dell'Aeroporto di Bologna, e Osteria Nuova, entrambe parte della rete del Servizio Ferroviario Metropolitano di Bologna. Da gennaio 2014 la stazione di Calderara Bargellino è collegata da un servizio navetta alla frazione di Longara (sospeso a partire dal 1º gennaio 2017).

## Amministrazione
Di seguito è presentata una tabella relativa alle amministrazioni che si sono succedute in questo comune.
| Periodo        | Periodo        | Primo cittadino   | Partito                                | Carica  | Note   |
| -------------- | -------------- | ----------------- | -------------------------------------- | ------- | ------ |
| 19 luglio 1985 | 25 maggio 1993 | Valerio Armaroli  | PCI, PDS                               | Sindaco | [ 17 ] |
| 29 giugno 1993 | 14 giugno 1999 | Massimo Reggiani  | PDS, lista civica                      | Sindaco | [ 17 ] |
| 14 giugno 1999 | 8 giugno 2009  | Matteo Prencipe   | L'Ulivo                                | Sindaco | [ 17 ] |
| 8 giugno 2009  | 27 maggio 2019 | Irene Priolo      | lista civica: Rigenerazione del futuro | Sindaco | [ 17 ] |
| 27 maggio 2019 | in carica      | Giampiero Falzone | lista civica: SiAMO Futuro             | Sindaco |        |